# English Electric Lightning
Az English Electric Lightning, későbbi nevén BAC Lightning második generációs harci repülőgép volt, melyet Nagy-Britanniában fejlesztettek ki és gyártottak. Az egyetlen 2 Mach sebességgel repülő brit fejlesztésű harci repülőgép volt, 1959 és 1992 között elfogóvadászként állt szolgálatban a Brit Királyi Légierőnél (RAF). Utódja az F–4 Phantom II brit változata, más egységeknél a Panavia Tornado lett. Végsebesség, őrjáratozási sebesség, gyorsulás és emelkedőképesség tekintetében sokkal modernebb gépekkel is felveszi a versenyt. A RAF mellett rendszeresítette a Szaúdi Királyi Légierő és a Kuvaiti Légierő is, de többek közt politikai okok miatt nem volt exportsiker.

## Története

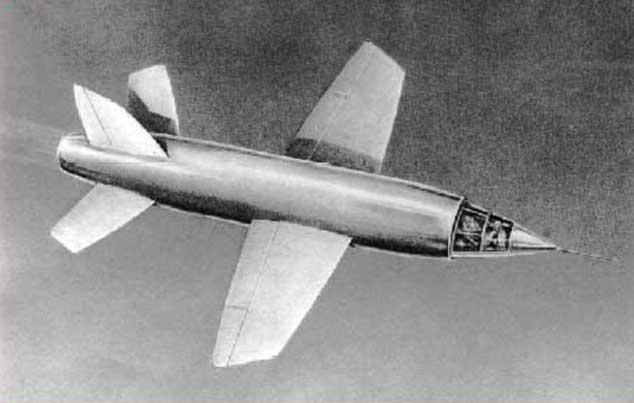
A Miles M.52

A sugárhajtású repülés kezdeteivel szinte egyszerre jelentkezett a hangsebesség átlépésének és a sebesség további növelésének igénye. A Brit Repülőgépgyártási Minisztérium már 1943-as kiadású, „E.24/43”-as specifikációjában akkoriban hihetetlenül merész, 1600 km/óra (1000 mérföld/óra) sebességű kísérleti vadászgép kifejlesztését írta elő. A kísérletek a Miles Aircraft cégnél „M.52” néven kezdődtek meg, innen ered az orrkúpos első levegő-beömlőnyílás és a szokatlan szárnytörővég elképzelése. A program bár igen kockázatos volt, sokat ígért. Sajnos a prototípus nem élhette meg az első felszállást, a kormány a programot 1946-ban túl kockázatosnak minősítette és törölte.
Chuck Yeager 1947-es híres repülésekor a Bell X–1-gyel átlépte a hansebességet, a brit vezetők ilyenkor döbbentek rá, hogy valamit elszalasztottak. Az 1947-es ER.103 specifikációt a Beszerzési Minisztérium kapkodva írta elő egy vadászgép-prototípusra, bár már szerényebb követelményekkel, ekkor 1,2 Mach volt az elérendő sebesség. Az English Electric-nél William E. W. „Teddy” Petter, korábban a Westland Aircraft konstruktőre, vezette az ezzel foglalkozó tervezőcsoportot. Petter P.1 nevű tervei újszerűségükkel annyira meglepték a Királyi Repülőgép Testület (Royal Aircraft Establishment) prototípusokkal foglalkozó szakembereit, mivel a bennük felvázolt repülő nagyban különbözött az első szuperszonikus vadászgépektől, a szovjet MiG–19-től és az amerikai F–100-tól, hogy inkább rendeltek a Short Brotherstől egy másik prototípust. Így született meg a Shorts SB.5, mely hasonlított egy kicsinyített P.1-re, de semmi köze nem volt hozzá a Miles-stílusú szárnyvégeken kívül. 1952. december 2-án repülte be Tom Brooke-Smith a földi személyzet által változtatható szárnynyilazású, hol T alakú, hol hagyományos farokrésszel repülő prototípust, de ez a típus a várakozásokat jócskán alulmúlva a RAF Cosford-i múzeumában kötött ki. A Lighningot később is beárnyékolta a politikai döntéshozók részéről a hozzánemértés és a korrupció.

## P.1 prototípusok
Petter terve érdekesen egyesített több vezető aerodinamikai elképzelést. Az egymás fölött elhelyezett hajtóművek a törzs keresztmetszetének csökkentésére, az orr és a szárnyvégek kialakítása, a teljes egészében mozgó vízszintes vezérsíkok az akkor szinte elfeledett M.52-re emlékeztetnek. A szárny kialakítása talán a legszokatlanabb jegye a Lightning repülőgépeknek, és sorozatgyártású gépek között a mai napig egyedülálló.
A nyilazott szárnyú gépeknél kis sebességű, nagy állásszögű repüléseknél az emelőerő előre tolódik, felbillentve a gép orrát, ezáltal még instabilabbá téve a repülést. A jelenséget az F–86 Sabre és az F–100 Super Sabre gépek ilyetén viselkedése miatt Sabre-dance (kardtánc) néven emlegeti az angolszász szakirodalom. Ezt kiküszöbölendő született a Republic XF–91 Thunderceptor terve, melynél a jelenséget a szárny húrhosszának törővég felé növelésével csökkentették. Nagyon hasonló a Lightning kifelé vastagodó szárnya, mely nem utolsósorban lehetővé teszi a futóművek kifelé behúzását a nagy sebességű szárnyba.
A P.1A elliptikus beömlőnyilásokkal rendelkezett, még utánégető nélküli Armstrong–Siddeley Sapphire SA.5 axiálkompresszoros hajtóművekkel, de már 2 db 30 milliméteres gépágyúval. 1954. augusztus 4-én repült először, a kormánynál Roland „Bea” Beamont berepülőpilótával Boscombe Down-ban. Már a harmadik repülésekor elérte az 1 Mach sebességet utánégető nélküli hajtóművekkel, amikor még szó sem volt az ATF-program kapcsán az ezredfordulón megismert a szupercirkálás jól csengő amerikai hívószaváról! Az eredmények annyira ígéretesek voltak, hogy a P.1B-t nullszériaként rendelte meg a Beszerzési Minisztérium és 2 Mach sebességet írt elő.
A P.1B prototípusok tesztelése már közvetlen felkészülés volt egy csapatszolgálatban álló repülőgép kidolgozásához. A P.1A minimális tüzelőanyag-készletét hasi törzstartállyal egészítették ki, mely innentől meghatározza a Lightning-ok „terhes hal”-formáját. Ez a prototípus már utánégetős Rolls–Royce Avon 200R sugárhajtóművekkel rendelkezett, revolverező működésű Aden gyorstüzelő gépágyúval, kör alakú levegő-beömlőnyílással a közepén, Ferranti AI-23 felderítő-elfogó radart befogadó orrkúppal, megemelt üléspozícióval, mögötte a Plessey önindítórendszer és a hozzá szükséges igen agresszív izpropil-nitrát üzemanyagot (AVPIN) tartalmazó gerincrésszel. Lehetőség volt mindössze 2 db De Havilland Firestreak (korábban Blue Jay néven ismert) rakéta rögzítésére a törzsön, a konstrukciónak a kis üzemanyag-befogadóképesség mellett végig ez maradt a gyenge pontja. A negyedik P.1B-től a függőleges vezérsík méretét megnövelték.
A korábbi Supermarine Swift, és Hawker Hunter programok sokat késtek a nem megfelelő példányszámú teszt-széria miatt, az első háromdarabos P.1B megrendelést 20 darabos „fejlesztési sorozat” megrendelése követte 1954-ben, hasonló késő bánat-ízű túlreagálásként, mint amilyen a pánik volt 1947-ben az első hanghatár-áttörésről való lecsúszáskor.
A tesztprogram vezető berepülőpilótái ismét Beamont és Jimmy Dell voltak. 1957. április 4-én szállt fel az első P.1B, ez év júliusában felállította a FAI sebességi rekordját (1,72 Mach), 1958. november 25-én átlépte a kétszeres hangsebességet – Európában másodikként, a Mirage III után. A berepülések ígéretesek voltak, de nem zökkenőmentesek. A kabintető zárjának hibája három esetben is okozott repülés közbeni kabintető-elvesztést, egy esetben deVilliers berepülőpilótával a fedélzeten, hangsebesség felett. Csodával határos módon a berepülés ennél komolyabb repülőeseményekkel nem járt, és ez akkoriban egy ilyen teljesítményű gépnél egyedülálló volt. A korabeli „Punch” vicclap is megemlékezett az eseményekről, egy a törzsön spárgával átkötve rögzített kabinú Lightning karikatúrával, Megoldottuk a problémát szöveggel.
Kevésbé volt szórakoztató a hírhedt 1957-es Duncan Sandys védelmi miniszter „fehér lapja” mely törölt számos angol védelmi fejlesztést, egyrészt a rakétákra alapuló légvédelem amerikai és szovjet divatját követve, másrészt az 1956-os szuezi válsággal végleg megingott brit világbirodalom költségeit tudatosan leépítendő. Bár az English Electric programja már annyira előrehaladott volt, hogy túlélhette ezt a sokkot is, a politika mégis beleszólt a programba, így a cég sorsába is. Németországi marketingmunkájuk teljesen eredménytelen volt, később kiderült, egy angol kormányképviselő kifejezetten megtiltotta a németeknek a Lightning megvásárlását. Hasonló módon hiúsult meg a Mirage III eladása ugyanitt. Mivel végül a jól ismert baleseti statisztikájú, és sem a francia, sem az angol vadásznál nem magasabb harcértékű F–104 Starfighter egész Európában exportsiker volt, el lehet képzelni a háttérben működő politikai fegyverlobbit.

## Lightning F.1 változatok

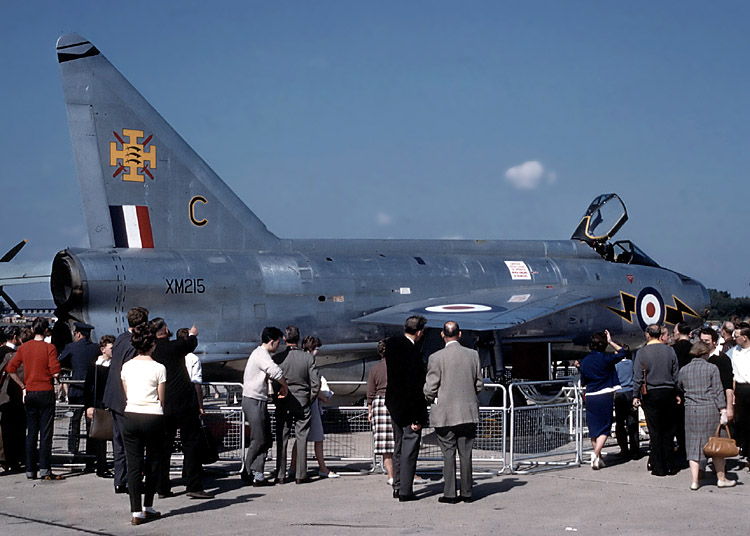
Lightning F1.A 1964-ben Farnborough-ban

Nem sokban különböztek a P.1B-től: a negyedik példánytól alkalmazott nagyobb oldalkormányt kapták meg, egy extra függőleges stabilizálófelületet a ledobhatóra épített hasi tartály aljára. A P.1A-nál még a belépőélben volt egy kétrészes fékszárny, ezt átdolgozták, hagyományosabb egydarabos, kilépőél-variációra. Érdekes módon a fékszárny is tartalmazott üzemanyagtartályt. A belépőél külső háromnegyedén rés található a csűrők jobb működése és a szárnyvégi áramlásleválás megakadályozása érdekében. Bár a P.1B-ken teszteltek egy tört vonalú, ívelt belépőélt, és ez jobb kezelhetőséget mutatott kis sebességű repülésnél, a tervet elvetették az így is túl bonyolult szárnyszerkezet miatt. Jóval később jelent meg gyakorlatilag ugyanez a belépőél.
A nem kormányozható orrfutókat előre a törzsbe, a főfutókat kifelé húzta be, a szárnyba. A P.1A behúzás közbeni 90 fokos orrfutó elfordulását megszüntették. A főfutónak, hogy a szárnyba behúzható legyen, keskeny gumiabroncsa volt, de ez nem volt elég masszív, minden 7 leszállás után cserélni kellett.
A beépített Avon 201R hajtóművek annyiban különböztek a P.1B Avon 200R-jétől, hogy már négyfokozatú utánégetővel rendelkeztek, szemben a 200R egyszerű ki-be utánégetőjével. A kis keresztmetszet elérése miatt a két hajtómű igen közel volt egymáshoz, a felső valamivel hátrébb beépítve. Leállás vagy tűz esetén általában mindkét hajtómű megsérült. Megtartották a P.1B önindító rendszerét, mely kb. 6 indításra elegendő tüzelőanyagot tartalmazott. Ennek veszélyessége miatt jobban szerették a kiegészítő erőforrásos (APU – Auxiliary Power Unit) indítást.
A Ferranti AI–23 AIRPASS éjszakai és nappali üzemmódú radar mellett volt TACAN navigációs rendszere,  kiegészítve műszeres leszállórendszerrel (ILS – Instrumental Landing System), VHF rádiórendszere, IFF (Identify Friendly or Foe) barát-ellenség felismerőrendszere. Érdekes módon rádióelektronikai zavarórendszere nem volt a típusnak. A Firestreak infravörös önirányítású rakéták hatékonysága igen kicsi volt.
A beépített Martin-Baker BS4.C Mark 2 katapultülést lehetett már a földről indítani, de csak 167 km/h sebesség felett.
1958 októbere óta Lightning a gép hivatalos neve. Sir Edmond Boyle a légügyi vezérkari főnök ezt az elnevezést részesítette előnyben az Excaliburral szemben.
Az első csapatpróbára szánt P.1B XG336 lajstromszámmal 1959 decemberében érkezett a RAF norfolki Coltishall légibázisára. 1960-tól F.1 gyártási név alatt lépett a típus szolgálatba a RAF 74. repülőszázadában. Ennek a századnak a bemutató különítménye volt a függőleges vezérsíkon tigrisfejet viselő „Tigrisek”.
A Lightningot a teljesítménye miatt szerették a Hunterhez szokott pilóták. Bár a nagy fel- és leszállási, valamint átesési sebesség nagy vezetési tapasztalatot igényelt, a veszteségi statisztikája meglehetősen jó volt. A balesetek nagy részét hajtóműtűz okozta. Másik hátránya volt a gépnek a túl komplikált felépítés miatti bonyolult szerelés-karbantartás. Viszont a kor hasonló teljesítményű vadászgépeivel szemben az AIRPASS radar megbízhatóan működött.
Az F.1A gépek 1961 elején érkeztek az alakulatokhoz. A módosítások a következők voltak: nagyobb hatótávú UHF rádió, rádió-iránytű, a törzs két oldalán kábelcsatorna, a bal szárnyon a szárnytő közelében légi utántöltő csonk.
Az English Electric 1960. január 12-én olvadt bele a British Aircraft Corporation (BAC) vállalatba, így az F.1A változatokat már BAC Lightningnak nevezik.

## F.2 és F.3 változatok
Az F.2 jelzésű gépek az alábbi, visszamenőlegesen is beépített átalakításokat tartalmazták: egyenáramú vészgenerátor; folyékony oxigénes légzőrendszer a korábbi gázos helyett; OR–946 integrált repülésszabályzó rendszer, mely összeköttetésben áll a navigációs rendszerrel, emiatt megváltozott kabinbelső; Avon 210R hajtóművek, tovább finomított utánégető-szabályzóval. Külsőre az F.2-t csak a gerinc közepén levő kis levegőbeömlő nyílás különbözteti meg az F.1A-tól. Az F.2-nél tesztelték először a két rakéta helyett két újabb Aden Mk 4 gépágyú, illetve 44 nem irányított rakéta beépítését, a Firestreak-ek gyenge teljesítménye miatt.
Az F.3 változatot az AIRPASS radar fejlesztése indokolta, az AI–23B képes volt találkozási pont számításra, nem csak egyszerű követésre. A radar tulajdonságaihoz jobban illő Hawker Siddeley Red Top rakéták az érzékenyebb infravörös érzékelőik miatt fejlettebbek voltak, mint a Firestreak. Bízva ebben, és a nemzetközi vadászrepülő-tervezési irányelveket követve a gépágyúkat is kiszerelték az F.3-akból (A Red Top, bár jobb rakéta volt a Firestreak-nél, közel nem tekinthető „a végső érvként alkalmazható- ultimate weapon"-fegyvernek).
Az F.3 sorozattal kezdődik a szögletes farkú Lightningok sora: a függőleges vezérsík felületét 15%-kal növelték az iránystabilitás javítására. Ez a változat kapta meg az Avon 301 hajtóművet, mely nagyobb tolóerőt biztosít, kevésbé érzékeny a légáramlási és gázadási változásokra, és kevésbé hajlamos kigyulladni.
A Ferranti, Elliot, BAC cégek a kis hatótávolság ellensúlyozásra az F.3-hoz közösen kifejlesztettek egy teljesen automata célrairányító-elfogórendszert, amihez hasonló működött a Convair F–106 Delta Dart, illetve a szovjet MiG–25 és Szu–15 típusok esetében, de ezt a RAF nem vette meg. Tudván, hogy az F.3 nem rendelkezett elég tüzelőanyag-kapacitással egy második elfogási kísérlethez, olcsóbb megoldásként szárny feletti tüzelőanyag-póttartályokat fejlesztettek ki, de egyelőre ez sem kellett a RAF-nak.
Az F.3-ak 1964-től váltják az F.1 és F.1A típusokat. A légiparádék sztárjai titulust a „Tigrisek”től átvette az 56. repülőszázad vörös-fehér kockás farkú „Tűzmadarak” bemutatócsoportja.

## F.2A, F.3A és F.6 változatok
Az F.3 teljesítményében és fegyverrendszerében kellőképp kifinomult és modern vadászgép volt. A legnagyobb hátrányt a kis belső üzemanyag kapacitás jelentette, emiatt gyakran szükség volt légi utántöltésre.
1963-ban kezdte el a BAC az F.3A, avagy F.3 ERA (Extended Range Aircraft – Megnövelt Hatótávolságú Repülőgép) programját, mely a tüzelőanyag-kapacitás növelésére még nagyobb hasi tartály beépítését irányozta elő, tovább erősítve a „terhes hal” benyomást. Kettős hasi stabilizálófelület váltotta ki a korábban középen levő „uszonyt”. A megnövekedett tömeg és légellenállás miatt újra elővették a P.1B-n tesztelt, de az F.1 nél elvetett ívelt-tört belépőélet, mert az általa nyújtott kissebességű irányíthatóság javítása szükséges volt. 1964. április 17-én kezdték meg az F.3A berepülését. Összesen 16 darab épült ebből a változatból.
1965. június 16-án repülte be Jimmy Dell a szárny feletti póttartályokkal és továbbfejlesztett fedélzeti rendszerekkel ellátott F.6-ot. Ez volt a „végleges” Lightning változat, 39 darab épült belőle, a 16 darab F.3A-t és még 7 db F.3-at átépítettek teljesen az F.6 specifikációi szerint.
Külsőre nehéz megkülönböztetni az átépített F.2 példányokat az F.6-tól, mivel azok minden külső változtatást megkaptak. A fedélzeti rendszerek, a Firestreak rakéták és az Avon 210 hajtóművek megmaradtak. Így az átalakítás viszonylag költséghatékony volt, bár ekkor még inkább megkérdőjelezhető volt a Firestreak harcértéke.
A pilóták jobban szerették az F.2A-t, mivel annak tömege üresen közelebb volt az F.3-hoz, mint a hozzájuk képest kb. 500 kg-mal nehezebb F.6, viszont a repülési idő az F.6 két órája volt. Az F.6 vezetésekor nem érvényesült annyira a „nyers erő”, mint a korábbi változatokon, sőt a gyengébb hajtóművű F.2A-n. Az F.6-nál már felszálláshoz használni kellett az utánégetőt, ahogy a kor minden más vadászrepülője esetében is.
Ez a két változat szolgált a RAF-nál 1992-ig, a nyolcvanas években sokuk szürkés-zöld tereptarka, később légifölény-világosszürke festést kapott a natúr fémszínű helyett. A RAF Németországban állomásozó gépei már korábban kaptak kis magasságú feladatokat, ezek már az 1970-es évektől zöld felső színben és a fehér sáv nélküli felségjelekkel szolgáltak. Németországban lőtte le a típus az egyetlen igazi repülőt, egy meghibásodott Harrier katapultálás után folytatta útját az NDK felé, ezt semlegesítette egy Lightning. Sok, kivagyiságból vagy provokáció céljából tiltott légtérbe tévedt szovjet őrjáratozó gépnek adott „díszkíséretet” Lightning.
Vázlatok születtek változtatható szárnynyilazású haditengerészeti változat, illetve a jóval fejlettebb AIM–9 Sidewinder és Skyflash (AIM–7 Sparrow) rakétát hordozó vadász kifejlesztésére, de ezekből nem lett semmi. 1974-ben Németországban váltotta le az első Lightning századokat a SEPECAT Jaguar. Csak légvédelmi célra jobban bevált a kicsit lomhább, kicsit lassabb, de jóval nagyobb hatótávú, fejlettebb és nagyobb fegyverzetű Phantom II. A legvégső példányokat a légvédelemnél a Panavia Tornado ADV változata váltotta le. Lightningok múzeumban és magángyűjteményekben élnek tovább, Dél-Afrikában 2 db F.6, és egy T.5 működőképes állapotban is, a leggazdagabbak szórakozására.

## Oktató és exportváltozatok

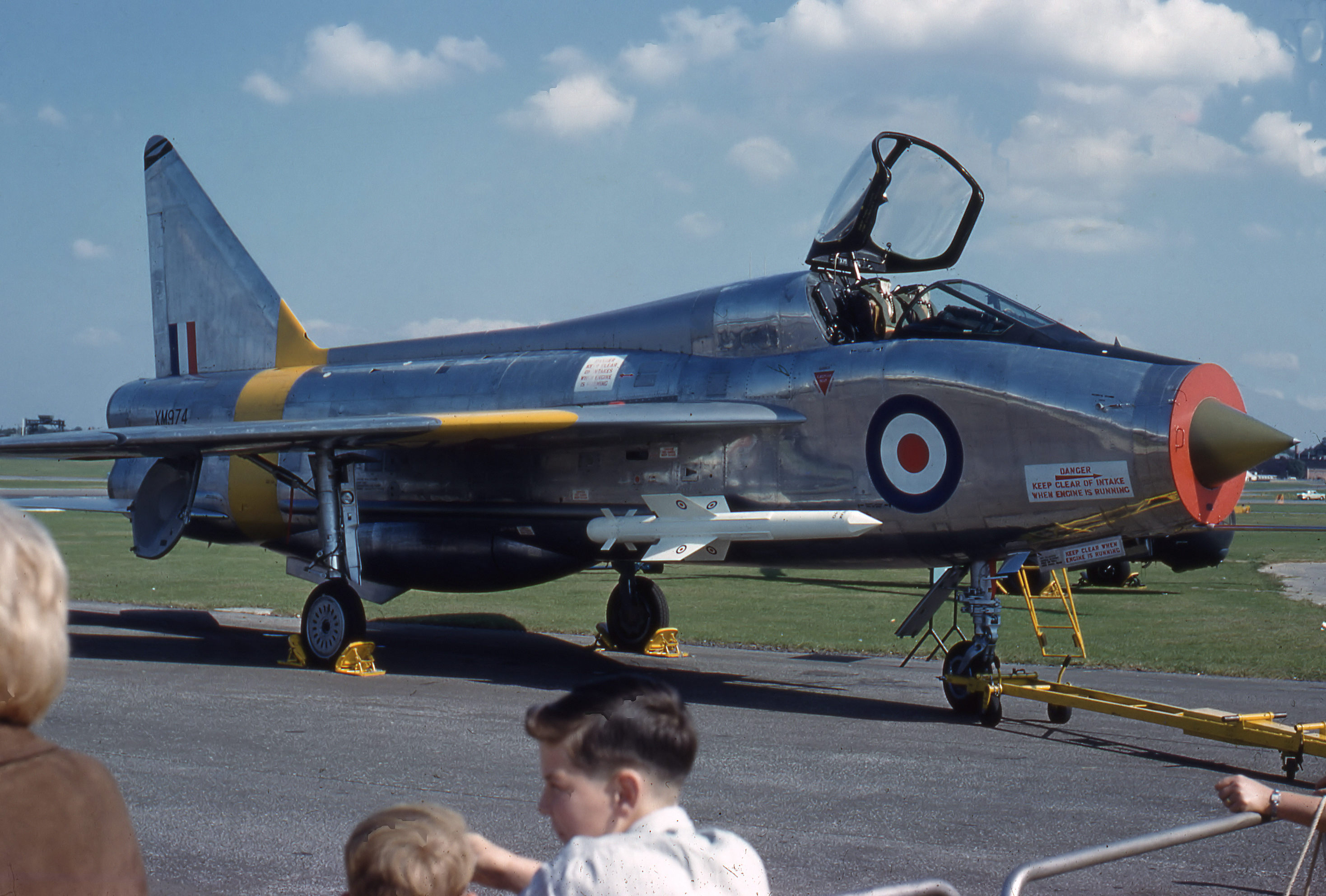
Kétüléses Lightning 1964-ben Farnborough-ban

Mivel a Lightning teljesítménye indokolta a kiképzőváltozat létezését, a gép kifejlesztésének kezdetétől tervezték a létrehozását. 1959. május 6-án szállt fel a P.11, a P.1B-ből a két gépágyú elhagyásával, egymás melletti ülésekkel kialakított oktató-gyakorló prototípus. A szokatlan kialakítás miatt a keresztmetszet nőtt ugyan, de a törzshosszt nem kellett módosítani, így kisebb mérvű volt az átalakítás, mint a kor számos hosszanti kabinelrendezésű oktató vadászgépe esetében. Ez a példány balesetben megsemmisült, a típus történetében először.
1962-től szolgálnak Lightning T.4 néven a RAF kötelékében oktatóváltozatok. Ezek a gépágyúk kivételével az F.1A gépekkel műszakilag azonosak, bevethetőek.
Az F.3, mint további mérföldkő a típus történetében szintén igényelt egy oktatóváltozatot, ez lett az 1962. március 29-i szűzfelszállású T.5. Ez a példány is megsemmisült, így 1965. április 22-én állt csak szolgálatba ez a fejlettebb oktatóváltozat.
Az oktatóváltozatok, bár könnyebbek voltak a vadászoknál, a megnövekedett homlokfelület miatti rosszabb stabilitás miatt megítélésük nem volt annyira pozitív, mint a vadászoknak. A személyzet „fürdőkádnak” becézte. Ezek ellenére a típus szolgálati idejének végéig rendszerben maradtak az oktatógépek, a T.4 az F.2A, a T.5 az F.6 vezetésének gyakorlására volt hivatott.

## Gyártás
A típus gyártását az English Electric a második világháború elején épített egyik „árnyéküzemben”, a Samlesbury-i repülőtéren (Samlesbury Aerodrome) gyártotta, ahol korábban a Canberra-t, illetve a Concorde egyes részegységeit.
| Típusváltozat           | Legyártott mennyiség                                                                                            | Megjegyzés |
| ----------------------- | --- | ---------- |
| English Electric P.1A   | 2 db prototípus                                                                                                 |            |
| English Electric P.1B   | 3 db prototípus és 20 db elősorozat                                                                             |            |
| BAC Lightning F.1       | 19 db és 1 db statikus terhelési tesztekre                                                                      |            |
| BAC Lightning F.1A      | 28 db |            |
| BAC Lightning F.2       | 44 db (ebből később 31 db F.2A-ra átépítve, illetve 5 db F.52-re Szaúd-Arábiának)                               |            |
| BAC Lightning F.2A      | 31 db F.2-bőli átépítés                                                                                         |            |
| BAC Lightning F.3       | 70 db (ebből később 9 db F.6-ra átépítve)                                                                       |            |
| BAC Lightning F.3A      | 16 db (ebből később 15 db F.6-ra átépítve)                                                                      |            |
| BAC Lightning T.4       | 2 db protípus és 20 darab sorozat (ebből később 2 db átépítve T.5-prototípusra, 2 db átalakítva T.54-re         |            |
| BAC Lightning T.5       | 22 db (ebből később 1 db T.55-re átépítve)                                                                      |            |
| BAC Lightning F.6       | 39 db (9 darab F.3-ból és 15 darab F.3A-ból átépítve)                                                           |            |
| BAC Lightning F.7       | 0 db |            |
| BAC Lightning F.52      | 5 db F.2-bőli átépítés Szaúd-Arábiának                                                                          |            |
| BAC Lightning F.53      | 46 db (12 db Kuvaitnak, 34 db Szaúd-Arábiának) és 1 db átépítés F.6-ból (leszállítás előtt egy darab összetört) |            |
| BAC Lightning T.54      | 2 db T.4-bőli átépítés Szaúd-Arábiának                                                                          |            |
| BAC Lightning T.55      | 8 db (6 db Szaúd-Arábiának, 2 db Kuvaitnak) és 1 db átépítés T.5-ből, amely leszállítás előtt összetört         |            |
| BAC Sea Lightning FAW.1 | 0 db |            |
| Összesen:               | 340 darab |            |

## Külföldi megrendelők

### Szaúd-Arábia
Szaúdi Királyi Légierő

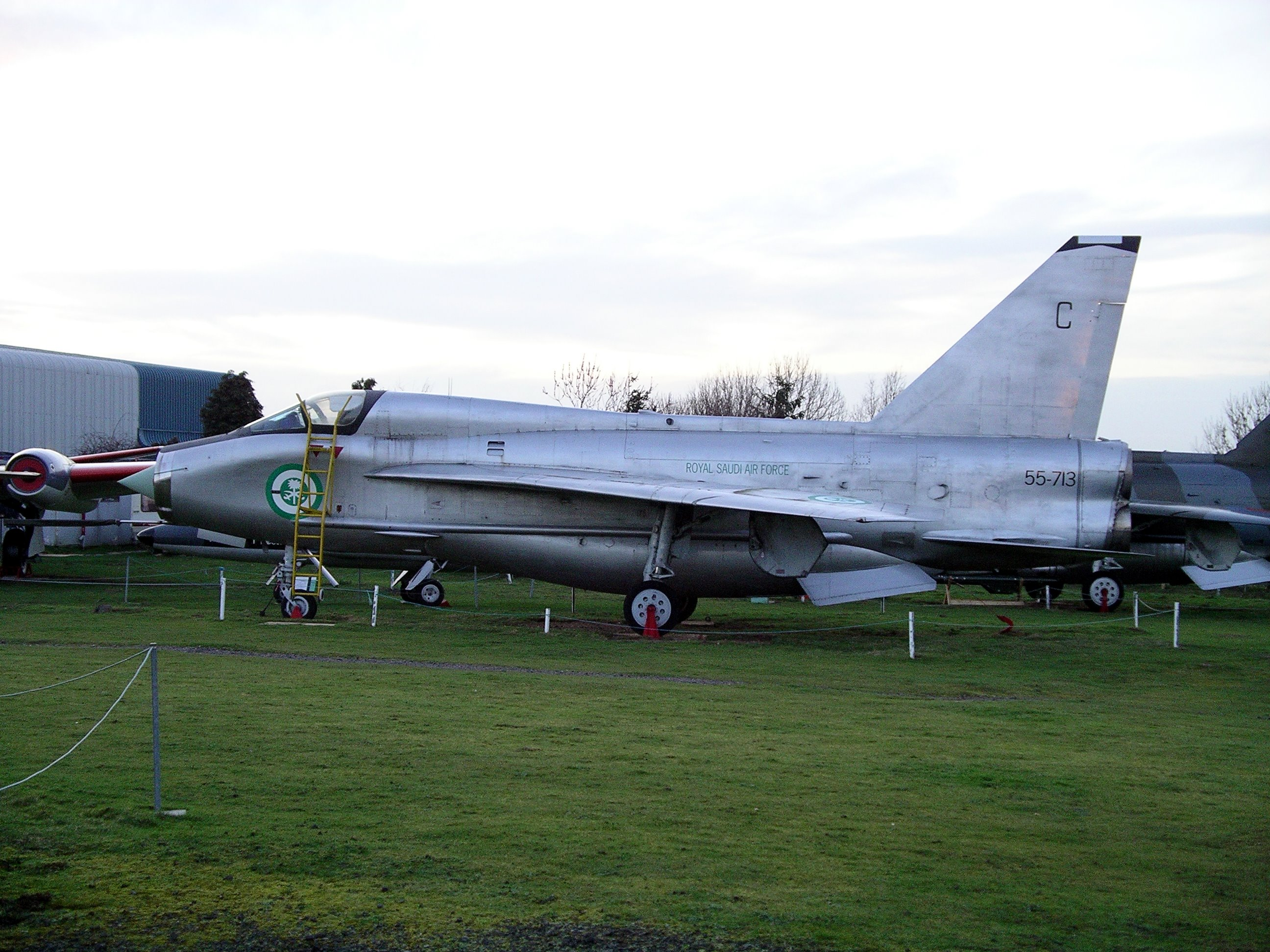
A Szaúdi Királyi Légierő Lightning T.55-öse múzeumban

- Bár a gép exportsikerei nem voltak átütőek, Szaúd-Arábia 1965 decemberében rendelt átalakított F.6-okat. Típusjelzése F.53 volt, és az eredeti funkció mellett felderítő és csapásmérő feladatokat is elláthatott. A szárnyak alatt egy-egy 450 kg teherbírású fegyverfelfüggesztő csomópont volt nem irányított rakétablokkok vagy bombák számára, és a szárny feletti tartókat is megerősítették. Így a szárny felett akár két-két Matra JL100 rakétablokkot, és mögé szerelt 227 literes tüzelőanyag-póttartályt, a szárny alatt Matra 155 blokkokat is tudott szállítani, a szokásos Lightning-fegyverzet bármelyik variációja mellett.

A Red Top indítósínek helyére éjjeli vagy nappali felderítőberendezéseket is lehetett szerelni. Az Aden gépágyúknak új helyet találtak, a hasi tartály elülső részében, az üzemanyagmennyiség rovására. Így már a gép tényleg „állig felfegyverezhető” volt. Az új gépágyú-beépítés az egyetlen jellemző, mely szerint brit F.6-okat is átépítettek.
Így ez a típusváltozat tekinthető a megvalósult fejlesztések csúcsának, szakértők szerint komolyabb marketingmunkával és a politika visszatartó ereje nélkül lehetett volna majdnem akkora exportsiker, mint a Hunter vagy később a Jaguar.
A T.54 kód szaúdi T.4-et jelent, a T.55 pedig T.5-öt.
A jemeni MiG–21-esek határsértései miatt Szaúd-Arábia nem várta meg a fejlesztés végét, 1966-ban F.2-ket rendelt F.52 exportkóddal, az F.53-ak csak 1968 során érkeztek meg, és 1971-től váltják le a F–5 Tiger II vadászbombázókat földi csapásmérő szerepkörben. Az 1969-70-es jemeni határincidensekben mint csapásmérő bevált. 1986-tól váltották a Lightningokat F–15-ösökkel. A 47 leszállított példányból 18 semmisült meg, 22-t visszajuttattak Nagy-Britanniába, a maradék különféle helyeken kiállítva látható. Ezek némelyikén találunk sivatagi tereptarka festést, ezek mind utólagos átalakítások, ilyen festésmintával soha nem repült Lightning.

### Kuvait
Kuvaiti Légierő
- A másik külföldi felhasználó a Kuvaiti Légierő volt. 1966-ban rendelt 12 db F.53K-t és 2 db T.55K-t, ezek gyakorlatilag azonosak a szaudi F.53 és T.55 variánsokkal. Egy ilyen kis légierő nem élvezte igazán a nagy teljesítményű típus előnyeit, csak az A–4 Skyhawkokhoz képest sokszoros karbantartási igény zúdult rájuk. 1973-tól kezdték meg a kivonását, és 1977-re teljesen leváltotta a jóval egyszerűbb, és az ország igényeihez jobban illeszkedő harcászati képességű Mirage F1 (27 CK+6 BK). Pár Lightning megmaradt itt is kiállítási tárgynak, de nem sok élte túl az 1990–1991-es iraki inváziót.

## Teljesítmény-összehasonlítás
Kora vadászrepülőivel összehasonlítva mindenképp kiemelkedő volt az emelkedési sebesség és a szolgálati csúcsmagasság. A közvetlen felszállás utáni emelkedőképesség a Mirage IIIE esetében 9 km/perc, a MiG–21 esetében 11 km/perc volt, míg a Lightning 15 km/percre volt képes. A jóval későbbi Tornado F.3 13 km/perc sebességgel tudott emelkedni.
A szolgálati csúcsmagasságot sokáig minden szakforrás hivatalosan 18 000 m körül adta meg. Az utóbbi időkben Brian Carroll egykori Lightning-pilóta nyilatkozta, hogy egy F.53-mal 26 600 m-re emelkedett, de ezt a teljesítményt nem hitelesítették.
Sok NATO gyakorlaton történt összehasonlításról keringenek legendák, de ezeket nem árt bizonyos fenntartással kezelni. Szeretettel emelik ki a britek az F–104 Starfighterrel való összehasonlítást, talán a német export kudarca miatt. A Lightning komplexebb szárnyszerkezete miatt mindenképp kezelhetőbb gép volt, főleg a tört szárnyúak kis sebességnél, a gyorsulóképesség tekintetében viszont csak a jóval könnyebb Starfighter lehetett jobb.
Legendák terjengenek Mike Hale Lightning-pilóta U–2 elfogásáról is. Ez esetben vagy az U–2 nem volt maximális szolgálati magasságán, vagy a Lightning parabolapályán közlekedett (zoom climb), ennek csúcspontján, 26 000 m körül, viszont kétséges, hogy ekkor képes-e bármilyen manőverre, pláne elfogásra.
Népszerű összehasonlítási alap a nagy teljesítményű F–15 Eagle, melynél gyorsabban emelkedett 10 000 m-re egy Lightning. Csak az üres tömegeket és az utánégetős hajtóműteljesítményeket alapul véve egy Lightning F.3 tolóerő/tömeg aránya 1,2 körül van, egy F–15C-jé pedig 1,6. Egy jól felfegyverzett Eagle, melybe több órára elegendő üzemanyagot tankoltak, és ezzel szemben egy 10 000 m-re való emelkedéshez és leszálláshoz éppen elegendő üzemanyagon kívül semmi egyéb terhelést nem cipelő Lightning esetében az összehasonlítás igaz lehet, kérdés, hogy ez mennyire objektív.
Mike Hale neve felmerül még egy összehasonlításban. A Concorde utasszállító 1985-ös tesztjeinél a British Airways elfogási kísérletekkel tesztelte gépe képességeit: a NATO F–14, F–15, F–16, Mirage 2000, Lightning és F–104 típusok közül csak Hale XR749 jelű Lightningja volt képes szabályos elfogást szimulálni. Ez az eredmény, különösen az F–15 adatait ismerve inkább a többi pilóta képességeiről árul el valamit, nem a gépek műszaki teljesítményéről. Szól a fáma továbbá közös hadgyakorlatokon az USAF F–16 pilótáit rendszeresen kimanőverező és megszégyenítő Lightningekről, de ez talán megint csak a személyzet eltérő tapasztaltságának kérdése. A Lightning radarja, fegyverei és szigorúan műszaki szempontból tekintett manőverezőképessége nagyságrendileg más tartományba esnek, mint a negyedik generációs harci repülőgépek bármely típusáé.